# Portrait of an American Family
Portrait of an American Family (с англ. — «Портрет американской семьи») — дебютный студийный альбом американской рок-группы Marilyn Manson, выпущенный 19 июля 1994 года лейблами Nothing и Interscope Records. Группа была основана в 1989 году вокалистом Мэрилин Мэнсоном и гитаристом Дэйзи Берковицем, чьи имена были образованы путём сочетания имени иконы поп-культуры с фамилией серийного убийцы: это правило, которому все остальные участники группы следовали в течение следующих семи лет. В состав самой известной группы музыкантов в годы их становления входили клавишник Мадонна Уэйн Гейси, басист Гиджет Гейн и барабанщик Сара Ли Лукас.
Благодаря зрелищным концертам группа обзавелась преданными поклонниками на панк- и хардкор-сцене Южной Флориды и в конце концов привлекла внимание вокалиста Nine Inch Nails Трента Резнора, который подписал с ними контракт со своим лейблом Nothing Records. Изначально альбом был спродюсирован Роли Мосиманном в Criteria Studios в Майами под названием The Manson Family Album. Однако группа была недовольна его работой, и этот материал был перезаписан и дополнен в различных студиях звукозаписи Лос-Анджелеса Мэнсоном и Резнором, а также помощниками продюсеров Шоном Биваном и Аланом Молдером. Части альбома были перезаписаны в домашней студии Резнора на Сьело-драйв, 10050, где в 1969 году члены «Семьи Мэнсона» совершили печально известные убийства Тейт.
Гиджет Гейн не был приглашён на сессию звукозаписи в Лос-Анджелесе. Он был уволен из группы в конце 1993 года из-за своей героиновой зависимости. Гейна заменил Твигги Рамирес. Несмотря на это, Гейн считается исполнителем всей басовой партии на альбоме, в то время как бо́льшая часть живых ударных партий Сары Ли Лукас была заменена электронным программированием ударных клавишника Nine Inch Nails Чарли Клоузера. Альбом содержит множество отсылок к различным культурным явлениям; Interscope несколько раз откладывала его выпуск из-за включения отсылок к Чарльзу Мэнсону, а также из-за возражений против неоднозначного оформления.
Альбом Portrait of an American Family был выпущен ограниченным тиражом и получил в основном положительные отзывы. В 2017 году журнал Rolling Stone назвал его одним из величайших альбомов в истории хэви-метала. В поддержку альбома группа отправилась в несколько концертных туров, в том числе выступила на разогреве у Nine Inch Nails в рамках тура «Self Destruct Tour», а также в рамках тура «Portrait of an American Family Tour». «Get Your Gunn» и «Lunchbox» были выпущены в качестве коммерческих синглов, а «Dope Hat» — в качестве промосингла. В 2003 году Американская ассоциация звукозаписывающих компаний присвоила альбому статус «золотой» за продажи более 500 000 копий в США.

## Предыстория
Группа Marilyn Manson and the Spooky Kids образовалась в декабре 1989 года, когда вокалист Мэрилин Мэнсон познакомился с гитаристом Дэйзи Берковицем в Reunion Room — небольшой ночной клуб в городке Форт-Лодердейл, штат Флорида. Вдвоём они приступили к сочинению материала в начале 1990-х годов: Мэнсон отвечал за текстовую составляющую, а Берковиц за музыкальную. Творческие псевдонимы членов группы — это сочетание имени иконы поп-культуры и фамилии серийного убийцы, и такая традиция, носить подобные сценические имена, была актуальна вплоть до 1996 года. На раннем этапе творческого пути в состав группы входили Оливия Ньютон Банди (бас) и За За Спек (клавишные), вместо живого ударника участники использовали драм-машину. Изначально на роль клавишника был принят Мадонна Уэйн Гейси, но из-за отсутствия у того синтезатора, Спек временно заменял его. В таком составе группа дала два выступления: в Churchill’s Hideaway в Майами (перед 20 зрителями) и в Reunion Room (во время шоу на сцене появлялся Гейси, но так как он ещё не приобрёл музыкальный инструмент, он просто игрался игрушечными солдатиками). После этого Банди и Спек покинули группу.

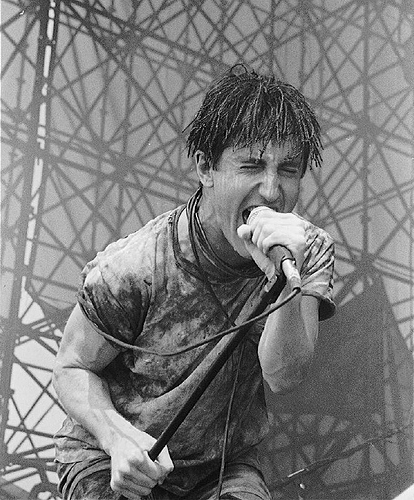
Благодаря Тренту Резнору, группа стала участниками его лейбла Nothing Records

На визуальную составляющую живых выступлений группы шок-арт оказал сильное влияние: в концертах участвовали распятые обнажённые женщины, запертые в клетках маленькие дети, использовались любительская пиротехника и пиньяты, наполненные останками убитых животных, а также присутствовали элементы садомазохизма и реверсивной психологии. Благодаря этим концертам группа быстро обрела фан-базу среди панк- и хардкор музыкальной сцены Южной Флориды; спустя шесть месяцев после своего образования Marilyn Manson and the Spooky Kids своими выступлениями в ночных клубах собирала до 300 зрителей по всей Флориде. В декабре 1990 года Мэнсон, в качестве ещё тогда работавшего журналиста в издательстве 25-я параллель, взял интервью у Трента Резнора из Nine Inch Nails. Впоследствии они подружились, а после одного из своих выступлений Мэнсон дал ему сборник демозаписей группы. Резнор был впечатлён их материалом и предложим группе выступать на разогреве Nine Inch Nails и Meat Beat Manifesto в Club Nu в Майами 3 июля 1990 года.
В начале 1991 года группа подписала контракт с Sony Music Entertainment. Однако позже, из воспоминаний Берковица, президент A&R на лейбле Ричард Гриффин «лично отверг нас в течение нескольких минут, сказав, что ему нравятся шоу и концепция, но „не нравится вокалист“». Участники группы вложили вырученные от сделки деньги в финансирования записи последующих демозаписей. Позже к группе присоединяются новый басист Гиджет Гейн и живой барабанщик Сара Ли Лукас, и с таким составом группа продолжает гастролировать и выпускать самостоятельно мини-альбомы в течение двух последующих лет. В ноябре 1992 года Резнор приглашает Мэнсона в Лос-Анджелес для «стратегических переговоров» и сняться в видеоклипе на песню «Gave Up» группы Nine Inch Nails в роли гитариста. В конце 1992 года Резнор создаёт свой звукозаписывающий лейбл Nothing, первыми подписантами которого стала группа Marilyn Manson (название группы было сокращено в начале 1993 года).

## Запись
«Когда мы наконец закончили работу над альбомом, Роли не сделал того, что я ожидал. Я думал он привнесёт тёмных элементов. Но он пробовал отполировать запись, сделав нас попсовой рок-группой, такой идеей я не был заинтересован. Я думал, что запись, сделанная с ним, получится мягкая и безжизненная. Трент думал так же, поэтому он помог нам восстановить утраченное качество».
В июне 1993 года группа Marilyn Manson приступила к записи своего дебютного альбома The Manson Family Album в Criteria Studios в Майами с продюсером Роли Мосиманном. Альбом состоял из перезаписанных версий песен, которые изначально были записаны группой в ранние годы. По словам музыкального сайта Loudwire продюсерская работа Мосимана сделала звучание альбома «неряшливым, грувовым-нагромождённым». Осенью, спустя несколько месяцев, были завершены первые сессии записи альбома. Мосиман отредактировал песню «Snake Eyes and Sissies» под радиоформат, указав, что эта песня должна выйти в качестве сингла. Однако группа была недовольна производственной работой Мосимана, утверждая, что она не отражает их энергию живых выступлений, сам Мэнсон говорил, что песни звучат слишком отполированными, комментируя: «я подумал: „Это и вправду отстой“. — Я показал эти песни Тренту, и он был того же мнения».
До того как начать перерабатывать свой материал, группа дала несколько концертов под названием Mrs. Scabtree, в состав которой входили (помимо самого Мэнсона), члены групп Amboog-a-Lard, Jack Off Jill и The Itch; также Мэнсон занимался продюсированием различных релизов двух последних групп в 1993 году. После группа вместе с Резнором отправились в Лос-Анджелес в студию Record Plant, где в течение семи недель занимались ремикшированием альбома The Manson Family Album: 

Мы провели семь недель, переделывая, исправляя, иногда даже начиная с нуля. Это был наш первый опыт в реальной студии над таким большим проектом. Мы не знали, чего ожидать. Рабочий день заключал в себе 15 часов производства звука, которым занималась команда, куда входили Трент, Алан Молдер, Шон Биван и я.— Мэрилин Мэнсон в своём интервью для журнала Miami New Times
 Берковиц поначалу не хотел чтобы альбом был перезаписан, говоря следующее: «я чувствовал, что делать это не нужно, и беспокоился, что это сделает из нас спин-офф Nine Inch Nails/Резнор. Однако конечный результат — это очень качественная работа».

Обложка демозаписи The Manson Family Album

Берковиц переработал некоторые из своих гитарных партий в Лос-Анджелесе, а большинство живых партий ударных Сары Ли Лукаса были заменены на программные клавишником Nine Inch Nails Чарли Клоузером. Гиджет Гейн не был приглашён на эти сессии, так как Гейн был уволен из группы за несколько дней до Рождества 1993 года из-за своей героиновой зависимости. Берковиц уточнил, что это был «второй или третий раз, когда его увольняли из-за того, что он был под кайфом либо вообще не появлялся. И играть с ним живьём было действительно ужасно». Место Гейна занял Джорди Уайт, участник группы Amboog-a-Lard, взяв себе сценическое имя Твигги Рамирез. Но несмотря на это, Гейну приписывают исполнение всех басовых партий в альбоме, а работа Рамиреза была отмечена в буклете как «басовые тенденции». Вскоре Гейн умер от передозировки героина в 2008 году.
Все фрагменты альбома были записаны и сведены в особняке Сьело-драйв, 10050, где в 1969 году члены «Семьи Мэнсона» убили актрису Шэрон Тейт и её друзей. Резнор приобрёл эту собственность в 1992 году и построил в резиденции домашнюю студию звукозаписи под названием «Свинья» — это же слово было написано кровью Шэрон Тейт на входной двери дома в ночь резни (в буклете альбома название студии было написано как «Le Pig»). Резнор отрицал покупку недвижимости в попытке связать своё творчество с дурной славой особняка и отчитал Мэнсона за это, сказав следующее: 

Я не пытался создать какую-то искусственно жуткую вещь. Любая шокирующая ценность того, что я делал, заключалась в попытке донести подрывные вещи до широкой аудитории. С Мэнсоном… он точно знал, что делает и что именно его шокирует. Это были очень сознательные решения с его стороны. То, что я делал, было не одно и то же.— Трент Резнор в своём интервью для журнала Vulture
 После этого периода перезаписи The Manson Family Album был переименован в Portrait of an American Family. Мосиман был указан в буклете альбома как инженер, без упоминания о его первоначальной роли продюсера.

## Композиция и стиль

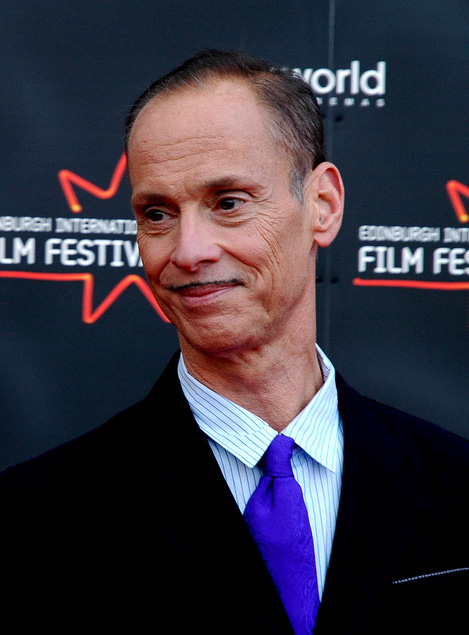
Три песни — «Cake and Sodomy», «Dogma» и «Misery Machine» — содержат отрывки диалогов из фильмов Джона Уотерса «Розовые фламинго» (1972 г.) и «Жизнь в отчаянии» (1977 г.).

Пластинка содержит множество отсылок к культурным явлениям, начиная с первого трека: стихотворение, которое читается в «Prelude (The Family Trip)», является адаптацией стихотворения из романа «Чарли и шоколадная фабрика» 1964 года, которое позже прозвучало в сцене с поездкой по туннелю в фильме «Вилли Вонка и шоколадная фабрика». В своей автобиографии «Долгий, трудный путь из ада» Мэнсон объяснил, что текст второй песни альбома «Cake and Sodomy» был вдохновлён поездкой в Нью-Йорк в 1990 году. Он сказал, что написал текст в гостиничном номере после того, как несколько часов смотрел общедоступное кабельное телевидение и «наблюдал за тем, как Пэт Робертсон проповедует о пороках общества, а затем просит людей позвонить ему и сообщить номер своей кредитной карты». На соседнем канале парень «смазывал свой член вазелином и просил людей позвонить и сообщить ему номер своей кредитки». Вступление песни содержит несколько семплов, в том числе Марлон Брандо из фильма «Последнее танго в Париже» 1972 года, говорящий: «Go on and smile, you cunt!» и персонаж Минк Стоул из фильма Джона Уотерса «Жизнь в отчаянии» 1977 года, который постоянно кричит: «White trash!».
Песня «Lunchbox» была вдохновлена законом 1972 года, принятым законодательным собранием Флориды, который запрещал носить металлические ланч-боксы на территории школы. В песне рассказывается о ребёнке, над которым издеваются и который использует ланч-бокс в качестве защитного оружия, заявляя, что однажды он станет «big rock 'n' roll star». В треке использованы элементы из сингла The Crazy World of Arthur Brown «Fire» 1968 года. В «Organ Grinder» используются различные фрагменты диалогов Похитителя детей из фильма 1968 года «Пиф-паф ой-ой-ой», в то время как «Cyclops» содержит искажённый фрагмент проповедника из «Полтергейст 2» (1986 г.). В «Dope Hat» используются различные фрагменты диалогов Чарльза Нельсона Рейли — актёра, сыгравшего Горацио Дж. Худу — в телесериале Сида и Марти Кроффтов «Лидсвилл» (1971—1973 гг.). Текст песни «Get Your Gunn» был написан под впечатлением от убийства Дэвида Ганна, который был убит самопровозглашённым pro-life активистом. Позже Мэнсон описал это убийство как «величайшее лицемерие, свидетелем которого я был в детстве: эти люди убивали кого-то во имя „борьбы за жизнь“». В песне также присутствует аудиозапись из телевизионной передачи о самоубийстве казначея Пенсильвании Р. Бадда Дуайера.
«Мы использовали компьютер, потому что у нас было много семплов и секвенций. Пока мы работали над этой песней, в миксе начали появляться семплы Чарльза Мэнсона из „My Monkey“. Внезапно мы услышали: „Why are the children doing what they're doing? Why does a child reach up and kill his mom and dad and murder his two little sisters and then cut his throat?“. И мы не могли понять, что происходит. Припев песни „Wrapped in Plastic“ звучит так: „Come into our home/Won't you stay?“. И мы в доме Шэрон Тейт, только я и Шон Биван. Мы испугались и подумали: „На сегодня хватит“. На следующий день мы вернулись, и всё было в порядке. Семплов с Чарльзом Мэнсоном на кассете уже не было. Нет никакого логического или технологического объяснения тому, почему они появились. Это был по-настоящему сверхъестественный момент, который меня напугал».
Название «Wrapped in Plastic» (рус. «Завёрнутая в пластик») отсылает к телесериалу Дэвида Линча «Твин Пикс», в частности к сцене в пилотном эпизоде, где мёртвое тело Лоры Палмер находят завёрнутым в пластиковый пакет. В песне есть аудиоклипы с обращённой речью и криками Лоры Палмер. «Dogma» содержит отрывок из диалога из фильма Джона Уотерса «Розовые фламинго» 1972 года. Хотя семплы из фильма «Жизнь в отчаянии» на «Cake and Sodomy» и «Misery Machine» указаны в примечаниях к альбому, этот отрывок там не указан; Уотерса дополнительно поблагодарили в титрах альбома. «Sweet Tooth» — единственная песня в альбоме, для которой бывший басист Гиджет Гейн написал гитарные и басовые партии.
Строка диалога, произнесённая в начале «Snake Eyes and Sissies» — «Killing is killing whether done for duty, profit or fun» — взята из интервью с серийным убийцей Ричардом Рамиресом. «My Monkey» содержит множество цитат из интервью Чарльза Мэнсона; несколько её куплетов взяты из песни «Mechanical Man» из его альбома 1970 года Lie: The Love and Terror Cult. Автором текста указан просто «Мэнсон». В песне также звучит вокал Роберта Пирса, которому на момент записи было шесть лет. Он был сыном гитариста группы Rambler Ричарда Пирса и познакомился с Мэрилином Мэнсоном, когда обе группы репетировали в одном помещении во Флориде.
«Misery Machine» — тринадцатый и последний трек в альбоме, в котором есть интерполяция песни «Beep Beep» группы The Playmates. Название — прямая отсылка к «Таинственной машине» из мультсериала «Скуби-Ду», а фраза «We’re gonna ride to the Abbey of Thelema» — отсылка к религии Телемы Алистера Кроули: «Делай, что хочешь, — вот весь закон. Любовь — это закон, любовь по воле». Скрытый трек без названия начинается через несколько секунд после «Misery Machine» и состоит из криков персонажа Стола из фильма «Жизнь в отчаянии»: «Go home to your mother! Doesn't she ever watch you!? Tell her this isn't some Communist daycare center! Tell your mother I hate her! Tell your mother I hate you!». После этого в течение нескольких минут звонит телефон, а затем разгневанная мать поклонника Мэнсона оставляет сообщение на автоответчике.
Вокалист группы поделился своими мыслями о Portrait of an American Family в ретроспективе с журналом Empyrean Magazine примерно в мае-июне 1995 года: 

Что ж, весь смысл альбома был в том, что я хотел сказать многое из того, что говорил в интервью. Но теперь я чувствую, что не справился, что сказал не то. Может быть, я был слишком расплывчат, или, может быть, песни были недостаточно хороши, или что-то ещё. Но я хотел обратиться к лицемерию Америки, к тому, как мораль используется как значок, чтобы хорошо выглядеть, и к тому, что гораздо проще говорить о своих убеждениях, чем жить в соответствии с ними. Я был очень увлечён идеей о том, что по мере взросления детей многие вещи, с которыми они сталкиваются, имеют более глубокий смысл, чем тот, который хотели бы видеть их родители, например, Вилли Вонка и братья Гримм. Поэтому я пытался донести до них, что, когда родители скрывают от нас правду, это наносит бо́льший вред, чем если бы они с самого начала знакомили нас с такими вещами, как Marilyn Manson. Я хотел сказать, что в этом смысле я антигерой. Я думаю, что смогу лучше выразить это в следующем альбоме".

## Художественное оформление
Семья из четырёх человек, изображённая на обложке альбома, была создана Мэнсоном с помощью папье-маше и человеческих волос. В книге «Долгий, трудный путь из ада» вокалист рассказал, что изначально на обложке должна была быть картина Джона Уэйна Гейси; позже эта же картина появилась на обложке альбома Acid Bath 1994 года When the Kite String Pops. Также в качестве обложки альбома должно было появиться изображение Мэнсона в детстве, сидящего обнажённым на диване в гостиной. Несмотря на то, что фотография была сделана его матерью без вульгарных намерений и на ней не видны гениталии, материнская компания Interscope Time Warner потребовала удалить её на том основании, что она может считаться детской порнографией. Мэнсон объяснил происхождение этого изображения: «Когда мне было 6 лет, Бёрт Рейнольдс позировал для Playgirl. Моя мама подумала, что будет забавно, если я приму такую позу, лёжа на диване. Это отвратительно, только если у вас больной разум. Это было невинно». Ещё одна фотография интерьера представляла собой изображение куклы Блайз, окружённой полароидными снимками изуродованного женского тела, предположительно подделкой Мэнсона и нескольких его друзей.

## Выпуск и продвижение
Когда в январе 1994 года пластинка была представлена материнской компании Nothing — Interscope, руководство лейбла отказалось выпускать её, пока не будут удалены все упоминания о Чарльзе Мэнсоне. Это включало в себя изменение названия группы и исключение песни «My Monkey». Вокалист объяснил: «Я думаю, что их напугала история с Экслом Роузом и Чарльзом Мэнсоном. Из-за названия нашей группы поднялась шумиха. Они, очевидно, не очень внимательно вникли в суть, и у них была спонтанная реакция на то, чем мы занимаемся». Guns N' Roses подверглись широкой критике из-за включения «Look at Your Game, Girl» — кавера на песню Чарльза Мэнсона — в качестве скрытого трека в их альбоме 1993 года "The Spaghetti Incident?".
В этот период руководство группы пыталось выпустить альбом через другие лейблы и дистрибьюторов. Они встретились с Гаем Осери и Фредди Деманном из Maverick Records, лейбла Мадонны, которые изначально были обеспокоены тем, что в текстах или образе группы есть антисемитизм, но выяснили, что это не так. После этого Maverick предложил группе альтернативный контракт. Прежде чем эта сделка была завершена, Interscope согласилась выпустить альбом, который был издан в США 19 июля 1994 года. Газета Honolulu Star-Bulletin сообщила, что члены британского парламента пытались запретить альбом в Соединённом Королевстве и назвали его «оскорблением общества». Выходу альбома Portrait of an American Family предшествовал выпуск сингла «Get Your Gunn» 9 июня. Режиссёром клипа на эту песню стал Род Чонг.
В 1994 году Marilyn Manson выступали на разогреве у Nine Inch Nails в рамках тура «Self Destruct Tour». В декабре они отправились в свой первый национальный тур в качестве хедлайнеров с группами Monster Voodoo Machine и Arab on Radar в качестве поддержки. Однако тур оказался проблематичным. Вокалиста группы арестовали после первого концерта тура в Джэксонвилле за якобы нарушение Кодекса развлечений для взрослых во Флориде: он изображал секс на сцене, надев фаллоимитатор. Четыре дня спустя, в канун Нового года в Форт-Лодердейле, он едва избежал ареста после того, как гитарист Nine Inch Nails Робин Финк выскочил на сцену в стрингах и попытался разыграть певца с помощью сахарной пудры. Мэнсон отреагировал, сорвав стринги и засунув член Финка себе в рот. Он спрятался от местной полиции в туалете за кулисами.
Это был также последний тур барабанщика Сары Ли Лукас с группой. По ходу тура между ним и Мэнсоном нарастало напряжение, и во время предпоследнего концерта Мэнсон облил ударную установку Лукаса бензином и поджёг её. Его сразу же заменил Кеннет Уилсон, который присоединился к группе под псевдонимом Джинджер Фиш. 6 февраля 1995 года был выпущен мини-альбом «Lunchbox», содержащий несколько ремиксов на песню, созданных Чарли Клоузером, а также кавер-версию песни «Down in the Park» Гэри Ньюмана. Режиссёром клипа на «Lunchbox» стал Ричард Керн. Весной 1995 года Marilyn Manson снова отправились в турне, выступая на разогреве у Danzig вместе с Korn.
«Dope Hat» была выпущена в качестве промосингла летом 1995 года. Режиссёром клипа на эту песню стал Том Стерн, а за основу была взята сцена с поездкой на лодке по туннелю из фильма «Вилли Вонка и шоколадная фабрика». Группа отправилась в студию Nothing в Новом Орлеане, чтобы записать би-сайды для выпуска песни в качестве коммерческого сингла. Однако релиз был отменён, так как материал, записанный во время этих сессий, был скомпилирован в отдельный мини-альбом кавер-версий, ремиксов и интерлюдий под названием Smells Like Children. Альбом Portrait of an American Family был переиздан в 2009 году ограниченным тиражом в виде бокс-сета из двух виниловых пластинок зелёного цвета, в который также входила футболка с обложкой альбома.

## Отзывы критиков
| Оценки критиков               | Оценки критиков |
| Источник                      | Оценка          |
| ----------------------------- | --------------- |
| AllMusic                      | [ 67 ]          |
| Encyclopedia of Popular Music | [ 68 ]          |
| MusicHound Rock               | [ 69 ]          |
| Rolling Stone                 | [ 70 ]          |

Альбом получил в основном положительные отзывы. Стивен Томас Эрлевайн из AllMusic сказал, что «под всем этим каменным шоком Мэнсон безошибочно распознаёт искреннее возмущение и музыкальный талант, особенно в треках „Cake and Sodomy“, „Lunchbox“ и „Dope Hat“. Журнал Rolling Stone был настроен негативно, заявив, что альбом не является „остроумной культурной критикой Америки, как Мэнсон хотел бы, чтобы вы думали“. Бо́льшая часть альбома звучит как низкобюджетный фильм ужасов». Позже издание пересмотрело своё мнение об альбоме; в 2017 году он занял 68-е место в списке 100 величайших метал-альбомов всех времён. Журнал Guitar World поставил альбом на 13-е место в списке 50 знаковых альбомов 1994 года, хотя «Cyclops» занял 47-е место в списке 100 худших гитарных соло. Сам Мэнсон пренебрежительно отозвался об альбоме, поставив его на последнее место во всей дискографии группы в списке 2018 года, составленном для журнала Kerrang!. Напротив, Кристи Лой из Houston Press назвала его лучшим альбомом в карьере группы, написав: «Влияние этого альбома на музыку в момент его выхода нельзя недооценивать, и его невозможно точно описать в кратком обзоре. Нравится вам это или нет, но Marilyn Manson and the Spooky Kids дали року тот самый тёмный заряд, который был необходим в то время, когда музыка полностью отдалась мягким и самодовольным эмоциональным балладам королей альт-рока, таких как Pearl Jam. Музыке нужен был баланс между тьмой и светом, и Мэнсон привнёс тьму, как мало кто в то время, когда метал-музыка едва дышала».

### Влияние
В статье, написанной к двадцатой годовщине альбома, Том Брайэн из Stereogum похвалил продюсирование альбома и качество написания песен группой, но сказал, что Portrait of an American Family «плохо состарился», и раскритиковал вокал Мэнсона и количество использованных семплов. Однако он продолжил: «Что до сих пор находит отклик в Мэнсоне, так это не его музыка, хотя Mechanical Animals 1998 года по-прежнему остаётся невероятно крутым альбомом. Мэнсон был агитатором культурной войны на нашей стороне: он был готов шокировать и пугать до чёртиков представителей власти, которые, казалось, были там для того, чтобы держать подростков на своём месте. Всё, что он делал, было яростным, чрезмерным протестом против огромных сил угнетения и контроля, и его тактика сделала его мишенью как для презрения массовой культуры, так и для насмешек представителей альтернативной культуры. Всё это было сделано намеренно. Он выставлял себя напоказ, чтобы принимать эти нападки. И в каком-то смысле он святой. Просто существуя и сдвигая границы дозволенного, он облегчил жизнь сотням тысяч подростков. Это, а не „Cake and Sodomy“, является его наследием».

## Коммерческий успех
Альбом Portrait of an American Family не попал в чарты после выхода. Позже Мэнсон жаловался: «Ну, мы всегда были недовольны тем, что лейбл не продвигал альбом так, как мы считали нужным. Мы гастролировали без остановки. Мы гастролировали два года подряд, год выступали на разогреве у Nine Inch Nails, а затем проводили собственные клубные туры. Всё дело было в упорстве». В итоге он занял 35-е место в чарте Billboard Top Heatseekers в выпуске от 25 марта 1995 года и получил золотой сертификат от Американской ассоциации звукозаписывающих компаний в мае 2003 года за продажи более 500 000 копий. По состоянию на 2015 год в США было продано более 645 000 копий. Несмотря на то, что альбом никогда не попадал в топ-100 британского чарта альбомов, в 2013 году Британская ассоциация производителей фонограмм присвоила ему серебряный статус, что означает, что в этой стране было продано более 60 000 копий.

## Список композиций
Все тексты написаны Мэрилином Мэнсоном, за исключением трека 1 (Мэнсон и Роальд Даль) и трека 12 (Мэрилин Мэнсон и Чарльз Мэнсон — в титрах не указан).
| №                   | Название | Музыка                     | Семпл(-ы) | Длительность |
| ------------------- | --- | -------------------------- | --- | ------------ |
| 1.                  | «Prelude (The Family Trip)» | Мэнсон, Мадонна Уэйн Гейси | Содержит семплы из: - содержит адаптацию «The Rowing Song» Роальда Даля                                                         | 1:20         |
| 2.                  | «Cake and Sodomy» | Дэйзи Берковиц             | Содержит семплы из: - «Последнее танго в Париже» (1972 г.) Бернардо Бертолуччи - «Жизнь в отчаянии» (1977 г.) Джона Уотерса     | 3:46         |
| 3.                  | «Lunchbox» | Берковиц, Гиджет Гейн      | Содержит семплы из: - содержит вокальный семпл из песни «Fire» группы The Crazy World of Arthur Brown                           | 4:32         |
| 4.                  | «Organ Grinder» | Гейн, Берковиц             | Содержит семплы из: - «Пиф-паф ой-ой-ой» (1968 г.) Кена Хьюза                                                                   | 4:22         |
| 5.                  | «Cyclops» | Берковиц, Гейн, Гейси      | Содержит семплы из: - «Полтергейст 2» (1986 г.) Брайана Гибсона                                                                 | 3:32         |
| 6.                  | «Dope Hat» | Мэнсон, Берковиц, Гейси    | Содержит семплы из: - «Лидсвилл» (1971-1973 гг.) Сида и Марти Кроффтов                                                          | 4:21         |
| 7.                  | «Get Your Gunn» | Берковиц, Гейн             | Содержит семплы из: - аудиозапись из ТВ-передачи о самоубийстве Р. Бадда Дуайера                                                | 3:18         |
| 8.                  | «Wrapped in Plastic» | Берковиц                   | Содержит семплы из: - «Твин Пикс» (1990-1991 гг.) Дэвида Линча                                                                  | 5:35         |
| 9.                  | «Dogma» | Берковиц                   | Содержит семплы из: - «Розовые фламинго» (1972 г.) Джона Уотерса                                                                | 3:22         |
| 10.                 | «Sweet Tooth» | Гейси, Гейн                | | 5:03         |
| 11.                 | «Snake Eyes and Sissies» | Гейси, Берковиц, Гейн      | Содержит семплы из: - содержит аудиозапись из интервью с Ричардом Рамиресом                                                     | 4:07         |
| 12.                 | «My Monkey» | Берковиц                   | Содержит семплы из: - содержит адаптацию песни «Mechanical Man» Чарльза Мэнсона                                                 | 4:31         |
| 13.                 | «Misery Machine» («Misery Machine» заканчивается в 5:09, семпл из фильма «Жизнь в отчаянии» звучит до 5:28. Телефонный звонок раздаётся в 7:10, пока в 12:38 не раздаётся сообщение на автоответчике от разгневанной матери.) | Гейн, Берковиц, Гейси      | Содержит семплы из: - содержит интерполяцию песни «Beep Beep» группы The Playmates - «Жизнь в отчаянии» (1977 г.) Джона Уотерса | 13:09        |
| Общая длительность: | Общая длительность: | Общая длительность:        | Общая длительность: | 61:04        |

| №                   | Название                                          | Текст песни         | Музыка              | Длительность |
| ------------------- | ------------------------------------------------- | ------------------- | ------------------- | ------------ |
| 14.                 | «Down in the Park» (кавер на Гэри Ньюмана)        | Ньюман              | Ньюман              | 5:00         |
| 15.                 | «Brown Bag» (ремикс на «Lunchbox» Чарли Клоузера) |                     | Берковиц, Гейн      | 6:19         |
| Общая длительность: | Общая длительность:                               | Общая длительность: | Общая длительность: | 72:11        |

## Участники записи
Данные были взяты с сайта AllMusic и буклета альбома

| Marilyn Manson - Мэрилин Мэнсон — вокал, продюсер - Дэйзи Берковиц — гитара - Мадонна Уэйн Гейси — саксофон, синтезатор, клавиши - Сара Ли Лукас — барабаны - Гиджет Гейн — бас-гитара | Производственный персонал - Трент Резнор — продюсер, программирование, микширование, гитара - Роли Мосиман — инженер - Шон Бивен — помощник продюсера, программирование - Алан Молдер — помощник продюсера, микширование - Чарли Клоузер — барабаны - Крис Вренна — перкуссия - Том Бейкер — мастеринг - Крис Мейер — инженер - Барри Голдберг — помощник инженера - Брайян Поллак — помощник инженера - Брайян Скъюбл — помощник инженера - Марк Грубер — помощник инженера - Хоуп Николс — саксофон, вокал - Роберт Пирс — голос в 'My Monkey' - Робин Перайн — фотография - Джеффри Уэйс — фотография - Гэри Талпас — упаковка |

## Чарты
| Чарт (1995 г.)                         | Позиция в чарте |
| -------------------------------------- | --------------- |
| США (Billboard Top Heatseekers Albums) | 35              |

## Сертификации
| Регион                                                      | Сертификация | Продажи |
| ----------------------------------------------------------- | ------------ | ------- |
| Великобритания (BPI)                                        | Серебряный   | 60 000^ |
| США (RIAA)                                                  | Золотой      | 645,000 |
| ^ Данные о тиражах приведены только на основе сертификации. |              |         |